# Strada statale 21 della Maddalena
La strada statale 21 della Maddalena (SS 21) è un'importante strada statale italiana che collega l'Italia alla Francia.

## Percorso
Ha inizio nel comune di Borgo San Dalmazzo in Corso Barale, nel 1º tratto della Strada statale del Colle di Tenda e di Valle Roja, e segue il corso del fiume Stura di Demonte attraverso la Valle Stura di Demonte; su un tracciato pianeggiante attraversa i comuni di Roccasparvera, Gaiola, Moiola, Demonte, Aisone, Vinadio e arriva a Pianche, frazione di Vinadio, dove inizia a risalire rapidamente superando un notevole dislivello.
Attraversa quindi Sambuco, Pietraporzio, e Argentera, che si trova a 1.684 m s.l.m. Gli ultimi km, con una dozzina di tornanti, conducono al confine di stato con la Francia, sul Colle della Maddalena (1.996 m s.l.m.). In territorio francese la strada prosegue con il nome di D 900 e come si evince dalla sigla, non è classificata come nazionale, ma solamente come dipartimentale.